# Crowdsupporting
Il crowdsupporting (da crowd, folla, e supporting, sostegno) è un processo che avvalendosi del web mira alla creazione di una community attiva intorno ad un progetto che lo sostenga a livello sociale (mettendo a disposizione il proprio tempo) ed economico (mettendo a disposizione il proprio denaro).
Esso è fondato sul modello del crowdsourcing ma non è una strategia solitaria (come il crowdfunding) infatti fa uso di tutte e quattro le modalità di crowdsourcing (crowdcreation, crowdwisdom, crowdfunding, crowdvoting) elencate da Jeff Howe.